# EchoStar IV
O EchoStar IV foi um satélite de comunicação geoestacionário estadunidense que foi construído pela Lockheed Martin. Ele esteve localizado na posição orbital de 77 graus de longitude oeste e foi operado pela EchoStar. O satélite foi baseado na plataforma A2100AX e sua expectativa de vida útil era de 15 anos. O mesmo saiu de serviço em julho de 2011 e foi transferido para a órbita cemitério.

## Lançamento
O satélite foi lançado com sucesso ao espaço no dia 7 de maio de 1998 às 23:45 UTC, por meio de um veiculo Proton-K/Blok-DM3 lançado a partir do Cosmódromo de Baikonur, no Cazaquistão. Ele tinha uma massa de lançamento de 3 478 kg.

## Capacidade e cobertura
O EchoStar IV era equipado com 32 transponders em banda Ku para fornecer comunicações de áudio e vídeo direto aos lares no território continental dos Estados Unidos e México.